# Отто Марішка
Отто Марішка (нім. Otto Marischka, 31 травня 1912 — 10 січня 1991) — австрійський футболіст, що грав на позиції захисника. Відомий виступами у складі клубів «Адміра» і «Ваккер». Чотириразовий чемпіон Австрії.

## Клубна кар'єра
У складі команди «Фаворітер» грав у вищій австрійській лізі у сезоні 1934/35 років. Клуб посів останнє місце і вилетів, але Марішка, який зіграв у сезоні 20 матчів, зумів привернути до себе увагу і отримати запрошення від сильнішого клубу.
З наступного сезону він виступав у команді «Адміра» (Відень), де одразу став основним захисником у парі з Робертом Павлічеком, змінивши багаторічного провідного захисника клубу Антона Янду. У першому ж сезоні став чемпіоном Австрії. У 1936 році його команда випередила найближчого переслідувача Вієнну на 5 очок. Виступав також у кубку Мітропи 1936, де клуб несподівано вилетів від скромного чеського клубу «Простейов». В першому матчі вдома «Адміра» без Отто сенсаційно програла 0:4. У матчів-відповіді віденці вели 2:0 і 3:1, але у підсумку зіграли 3:2, завершивши гру вшістьох. Угорський арбітр Гертца вилучив у першому таймі одного гравця «Простейова», а у другому одразу п'ятьох австрійців, хоча й не закінчив гру достроково, як цього вимагав регламент.
У 1937 році ж боротьба з «Аустрією» йшла до кінця чемпіонату. На свою останню гру з «Рапідом» «Адміра» йшла з відставанням на 1 очко від конкурента, що вже зіграв усі матчі. Нічийний рахунок 3:3 приніс «Адмірі» чемпіонство за додатковими показниками. Марішка зіграв усі 22 матчі турніру, а його новим парнером в лінії захисту став ветеран клубу і найкращий бомбардир Антон Шалль, котрий перейшов у оборону. «Аустрія» взяла реванш у кубку Австрії, де перемогла «Адміру» у чвертьфіналі і згодом здобула трофей. У кубку Мітропи 1937 клуб зупинився у чвертьфіналі, знову показавши себе з не найкращої сторони. Перша гра з італійською командою «Дженоа» принесла нічию 2:2, але сам матч вийшов дуже грубим з обох сторін. На шляху з Відня до Генуї між гравцями виникла бійка, одному з італійців зламали щелепу. Начальник поліції Генуї заявив, що не може гарантувати безпеку учасників цього матчу і матч було відмінено. Комітет кубка у підсумку вирішив зняти зі змагань обидві команди.
Чемпіонат 1937/38 років став для «Адміри» став найгіршим з середини 20-х років — 6 місце. Але уже за рік команда повернулася на вершину. Чемпіонат 1938/39 років після аншлюсу називався Гауліга Остмарк і був частиною німецького чемпіонату. «Адміра» випередила на 2 очка «Рапідом» і всьоме у своїй історії стала чемпіоном. Завдяки цьому трофею клуб потрапив у фінальний турнір чемпіонату Німеччини. Клуб виграв групу, що складалась з чотирьох команд і потрапив у півфінал, де здолав з рахунком 4:1 «Гамбург». У фіналі «Адміра» зустрічалась з найсильнішою німецькою командою того часу — «Шальке». Матч для віденців завершився розгромною поразкою від гельзенкірхенців — 0:9. Марішка зіграв 8 матчів.
У роки Другої світової війни «Адміра» не мала значних успіхів у чемпіонаті, не потрапляючи до трійки призерів.
У 1946 році Отто перейшов у команду «Ваккер» (Відень), у складі якої одразу завоював свій четвертий у кар'єрі титул чемпіона Австрії. Грав у «Ваккері» до 1949 року.

## Виступи за збірну
У 1937 році зіграв один матч у складі збірної Австрії-Б. Австрійська команда поступилась у гостях збірній Італії-Б з рахунком 2:3.
Один матч зіграв у складі збірної Німеччини. Після Аншлюсу багато австрійських гравців отримували запрошення до німецької збірної, а збірна Австрії в той час матчів не проводила. Виступав у поєдинку зі збірною Словаччини (0:2) у серпні 1939 року. 

## Досягнення
- Чемпіон Австрії (4):

«Адміра»: 1936, 1937, 1939
«Ваккер»: 1947
| Дата       | Місто      | Господарі  | Результат | Гості     | Турнір           | Голи | Примітки |
| ---------- | ---------- | ---------- | --------- | --------- | ---------------- | ---- | -------- |
| 27.08.1939 | Братислава | Словаччина | 2 – 0     | Німеччина | товариський матч | -    |          |
| Усього     |            | Матчів     | 24        |           | Голів            | 0    |          |